# 井上宗和
井上 宗和（いのうえ むねかず、1924年2月25日 - 2000年1月1日）は、日本の写真家、城郭研究家、ワイン評論家。推理小説も手がけた。

## 生涯
愛媛県宇和島市生まれ。日本大学農学部拓殖学科卒。カメラマン編集者として雑誌・新聞社に勤務。1955年2月日本城郭協会を設立し、代表世話人に就任。のちに常務理事を務めた。
名古屋城天守閣の炎上に強い印象を受け、城郭に関心をもち続けた。1964年、井上フォトプロダクションを設立。1984年、井上事務所開設。

## 著書
- 『日本の城』隆文館 1955　のち現代教養文庫、河出書房新社
  - 『定本日本の城』朝日新聞社 1966
- 『城 井上宗和城郭写真集』日本城郭協会 1958
- 『ヨーロッパの城』朝日新聞社 1959　のち社会思想社・現代教養文庫
  - 『定本ヨーロッパの城』朝日新聞社 1975
- 『日本城郭全集 第6巻 (近畿編)』日本城郭協会 1960
- 『日本城郭全集 第8巻 (関東・甲信越編)』日本城郭協会 1960
- 『日本城郭全集 第9巻 (東北・北海道編)』日本城郭協会 1960
- 『名城をたずねて』編 日本城郭協会 1960
- 『ヨーロッパの街角で』編 あゆみ書房 1960
- 『ヨーロッパの古城をたずねて』編 日本城郭協会 1960
- 『ヨーロッパの古城』朝日新聞社 1962　「ヨーロッパ・古城の旅」角川文庫
- 『日本名城・ガイド』大泉書店 1963
- 『ヨーロッパの宮殿』社会思想社 現代教養文庫 1963
- 『ヨーロッパの城と文学と』朝日新聞社 1965
- 『日本の五名城』社会思想社 現代教養文庫 1966
- 『日本城郭絵図集成』編集撮影 鳥羽正雄監修 日本城郭協会 1968
- 『世界の城』朝日新聞社 1969
- 『日本の城と文学と』朝日新聞社 1970
- 『古城めぐりの旅』ベストセラーズ ツイン・ブックス 1972
- 『日本の城 観賞の手引き』ベストセラーズ ツイン・ブックス 1972
- 『王の砦・女の館 ヨーロッパ古城の旅』日本交通公社出版事業局 ベルブックス 1973
- 『古城と宮殿めぐり カラー版・ヨーロッパの旅』写真・文 ベストセラーズ ワニの本 ツイン・シリーズ 1973
- 『城 ものと人間の文化史』法政大学出版局 1973
- 『戦国の武将と城と』朝日新聞社 1973
- 『ワインへの優雅な誘い ワインのすべてに強くなる本』アド・アンゲン アンゲンブックス 1973
- 『ヨーロッパ古城と寺院の旅』新声社 1974
- 『ワインの世界』日本交通公社出版事業局 1974
- 『ドイツ城とワインの旅』三修社 コロンブックス 1975　のち『ドイツ　城とワイン』
- 『日本の城の謎』祥伝社 ノン・ブック 日本史の旅 1975
- 『日本のワイン』朝日ソノラマ 1975
- 『フランス城とワインの旅』三修社 コロンブックス 1975　のち『フランス　城とワイン』
- 『船とワインと地中海と クイーン・エリザベス2世号乗船記』TBSブリタニカ 1976
- 『ワイン党入門 カッコよく、安く、うまく飲む秘訣』祥伝社ノン・ブック 1976
- 『ワインのすべて 魅惑の決定版』グリーンアロー・ブックス 1976
- 『ワインの本』駸々堂ユニコンカラー双書 1976
- 『城の秘密 イラスト事典』講談社 1977
- 『戦国の名城と武将たち』グリーンアロー・ブックス 1977　「戦国の武将と城」角川文庫
- 『日本の城 秘められた歴史と謎!』グリーンアロー・ブックス 1977
- 『ひと目でわかるワイン常識のウソ』グリーンアロー・ブックス 1977
- 『幽霊城 追跡!世界のミステリーゾーン』ベストブック社 ビックバードのベストブックス 1977　『幽霊城の怪 古城に秘められた奇妙な話』にちぶん文庫
- 『鎌倉の城と武将と』グリーンアロー・ブックス 1978
- 『日本の城の基礎知識』雄山閣出版 1978
- 『ヨーロッパの名城』写真・文 新人物往来社 1978
- 『明治維新と日本の城 逆転の歴史をどう生きたか』グリーンアロー・ブックス 1979
- 『クイーン・エリザベス2世号、危機一髪 長編推理小説』グリーンアロー・ブックス 1980
- 『日本の城と戦国の女性たち』グリーンアロー・ブックス 1980
- 『日本の城の秘密 戦国武将の知略と攻防のドラマ』祥伝社ノンブック 日本史の旅 1980　改題『日本の城の謎』祥伝社ノン・ポシェット　1986　「歴史探訪日本の城」広済堂文庫
- 『日本の城もの知り百科 名城のナゾとひみつと戦とドラマ』永岡書店 1980
- 『美食に関する11章+人を喰った譚』読売新聞社 1981　のち広済堂文庫
- 『ワインの旅 美酒と美女の物語』角川書店 1983
- 『ヨーロッパ古城物語』グラフィック社 1984
- 『ワインの雑学』グラフ社雑学シリーズ 1984　『ワインを楽しむ本』改題
- 『日本の名城・古城』角川文庫 1985
- 『ワインの城への旅 ヨーロッパワイン一流品のふるさと』角川書店 1985
- 『世界の古城をたずねて』朝日新聞社 1986
- 『ワインものがたり おいしく飲むための七章』角川文庫 1986
- 『築城三代』文藝春秋 1987
- 『日本古城物語』グラフィック社 1987
- 『ヨーロッパ宮殿物語』グラフィック社 1987
- 『韓国の城と宮殿物語』グラフィック社 1988
- 『王の城と王妃の宮殿物語』グラフィック社 1989
- 『正保城絵図顛末 日本築城ものがたり』文藝春秋 1989
- 『スイスの城とワインの旅物語』グラフィック社 1989
- 『世界の酒 3 (コニャック)』角川書店 1989
- 『スペインの城とワインの旅物語』グラフィック社 1990
- 『世界の酒 4 (シャンパン)』角川書店 1990
- 『世界の酒 5 (スコッチ・ウイスキー)』角川書店 1990
- 『世界の酒 2 (日本、アメリカ、オーストラリアのワイン)』角川書店 1990
- 『世界の酒 6 (日本のウイスキー)』角川書店 1990
- 『世界の酒 1 (ヨーロッパのワイン)』角川書店 1990
- 『日本の城の謎 番外 (伝説編)』祥伝社ノン・ポシェット 日本史の旅 1990
- 『カリフォルニアワインの旅物語』グラフィック社 1991
- 『日本の名城 知識と鑑賞の旅』雄山閣出版 1992
- 『四国の城と城下町 歴史発見の旅』愛媛新聞社 1994
- 『日本名城の旅』日地出版 旅の本 1994
- 『ヨーロッパ古城の旅』みき書房 1994
- 『城と城下町の旅情 城下町を訪ねるガイドブック』日地出版 日本の旅 1996
- 『日本美味ワインの旅』日地出版 旅の本 1996
- 『日本名酒の旅 全国厳選六十蔵元を訪ねて』日地出版 日本の旅 1996
- 『ヨーロッパ古城ガイド 1』グラフィック社 1998
- 『ヨーロッパ古城の怪奇物語 ワイン色の血が流れる』日地出版 海外旅行選書 1998

### 共著
- 『日本城郭ガイドブック』金井圓共監修 日本城郭協会編　1969
- 『イギリスの歴史と文学 写真集』桜庭信之共著 大修館書店 1977
- 『テムズの流れに沿って 写真集イギリスの歴史と文学2』蛭川久康共著 大修館書店 1979
- 『ロンドン 写真集イギリスの歴史と文学3』桜庭信之共著 大修館書店 1981
- 『QE2の旅 クイーン・エリザベス2世号のすべて』中村庸夫写真 港湾都市情報サービス 1982
- 『ヨーロッパ音楽の旅物語』芳賀幸子共著 グラフィック社 1990

## 注
1. ↑  『人物物故大年表』
2. ↑  『現代日本人名録』1987年
3. ↑  “日本城郭協会について”. 公益財団法人日本城郭協会 (2015年12月12日). 2023年10月11日閲覧。